# Segenskirche (Berlin-Prenzlauer Berg)

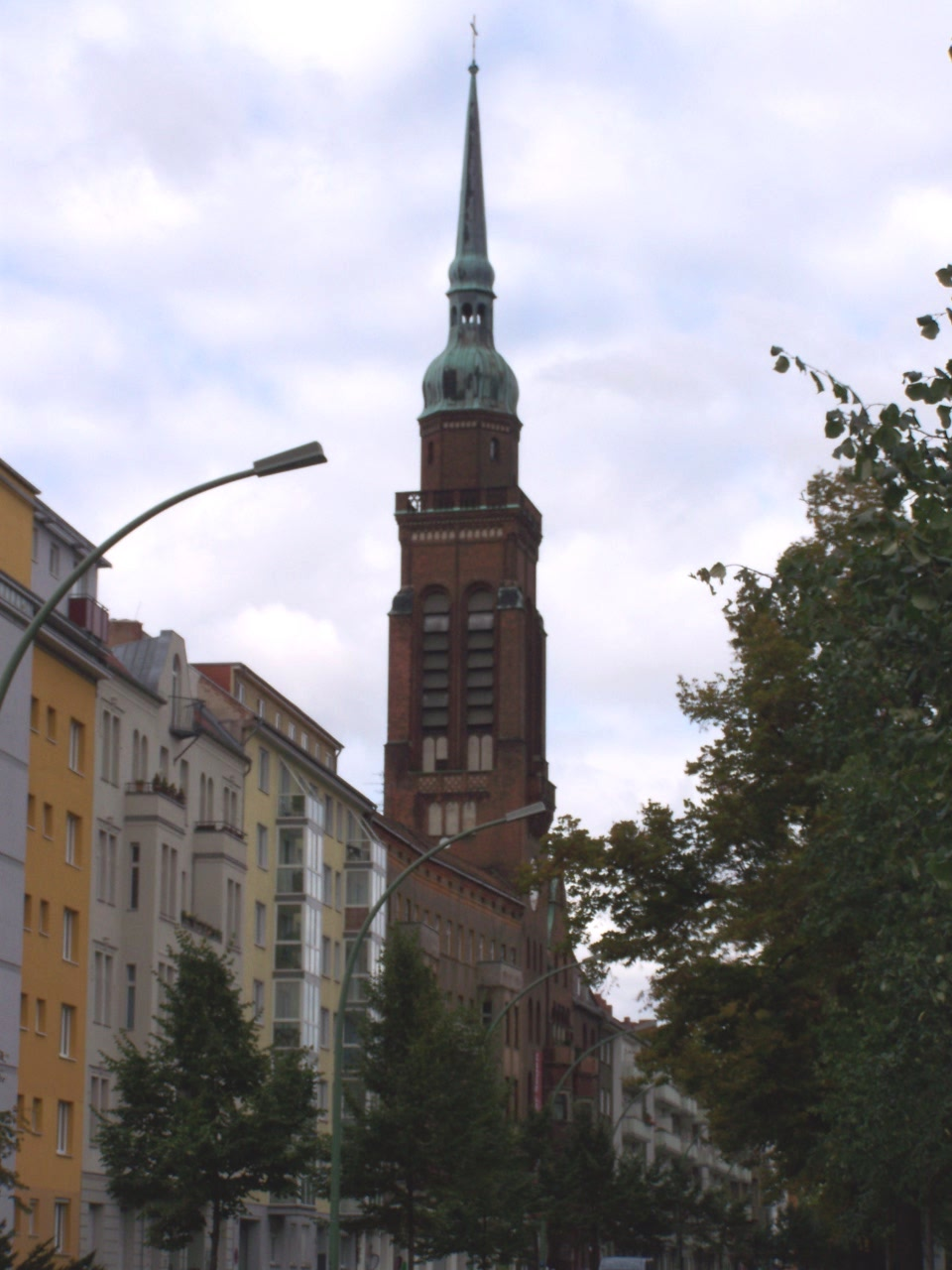
Die Segenskirche in Berlin Prenzlauer Berg

Die Segenskirche in Berlin ist ein aus im Jahr 1908 eingeweihtes denkmalgeschütztes evangelisches Kirchengebäude im Ortsteil Prenzlauer Berg des Bezirks Pankow von Berlin. Sie befindet sich in der Schönhauser Allee und gehört zur Gemeinde Prenzlauer Berg Nord des Kirchenkreises Berlin Stadtmitte. Gemeinsam mit der Kommunität Don Camillo wurde der Gebäudekomplex ab 2007 zum Stadtkloster Segen umgestaltet.

## Geschichte
1891 beschloss die Kirchengemeinde der oft überfüllten Zionskirche die Gründung einer Tochtergemeinde für circa 40.000 Mitglieder. Das Grundstück Schönhauser Allee 161 wurde im Jahr 1900 erworben und das darauf befindliche Wohnhaus mit Gaststätte und Kegelbahn abgerissen. Der erste Spatenstich erfolgte am 16. Oktober 1905. Am 6. Mai 1906 wurde am Altar eine Bauurkunde eingemauert.
Die nach Plänen der Architekten Georg Dinklage und Ernst Paulus errichtete Kirche in der Schönhauser Allee wurde am 6. Dezember 1908 eingeweiht. Es handelt sich um einen Komplex historisierender Bauten aus Klinkern, die sich um einen kleinen Innenhof gruppieren.

## Baubeschreibung

### Turm
Die Segenskirche ist ein an den Stil nordeuropäischer Backsteinbauten angelehntes Gotteshaus mit einem 75 Meter hohen Kirchturm. Der Turm mit quadratischer Grundfläche weist einen achteckigen Turmaufsatz mit geschwungener Kupferhaube und einer Laterne mit neobarockem Spitzhelm auf. Im straßenseitigen Mittelteil besitzt der Turm einen vorkragenden Balkon, darüber erheben sich zwei nebeneinander liegende mehrgeschossige rundbogige Schallaustrittsöffnungen.

### Kirchenbaukörper
In den Kirchenkomplex führen drei Portale, über denen Sandsteinfiguren der Evangelisten Matthäus, Markus, Lukas und Johannes angebracht sind. Der Zentralbau erhebt sich über einem griechischen Kreuzgrundriss. Der Kirchenhauptraum zeigt eine achteckige Kuppel, in drei Kreuzarmen befinden sich Emporen über flachbogigen Arkaden. Im vierten Kreuzarm sind der Kanzelaltar und die Orgel eingefügt. Eine Empore erhebt sich über dem Hauptraum, deren Brüstungen mit Reliefs verziert sind.

### Nebengebäude
An den hohen Kirchturm schließt das Gemeindehaus an. Die straßenseitige Giebelfassade im Stil der Backsteingotik mit der breiten Durchfahrt besitzt zwei symmetrisch angeordnete Erker und Balkons mit Galerien. Die hofseitigen Fassaden haben die Architekten dagegen mit oberitalienischen Renaissance-Elementen versehen.

## Ausstattung

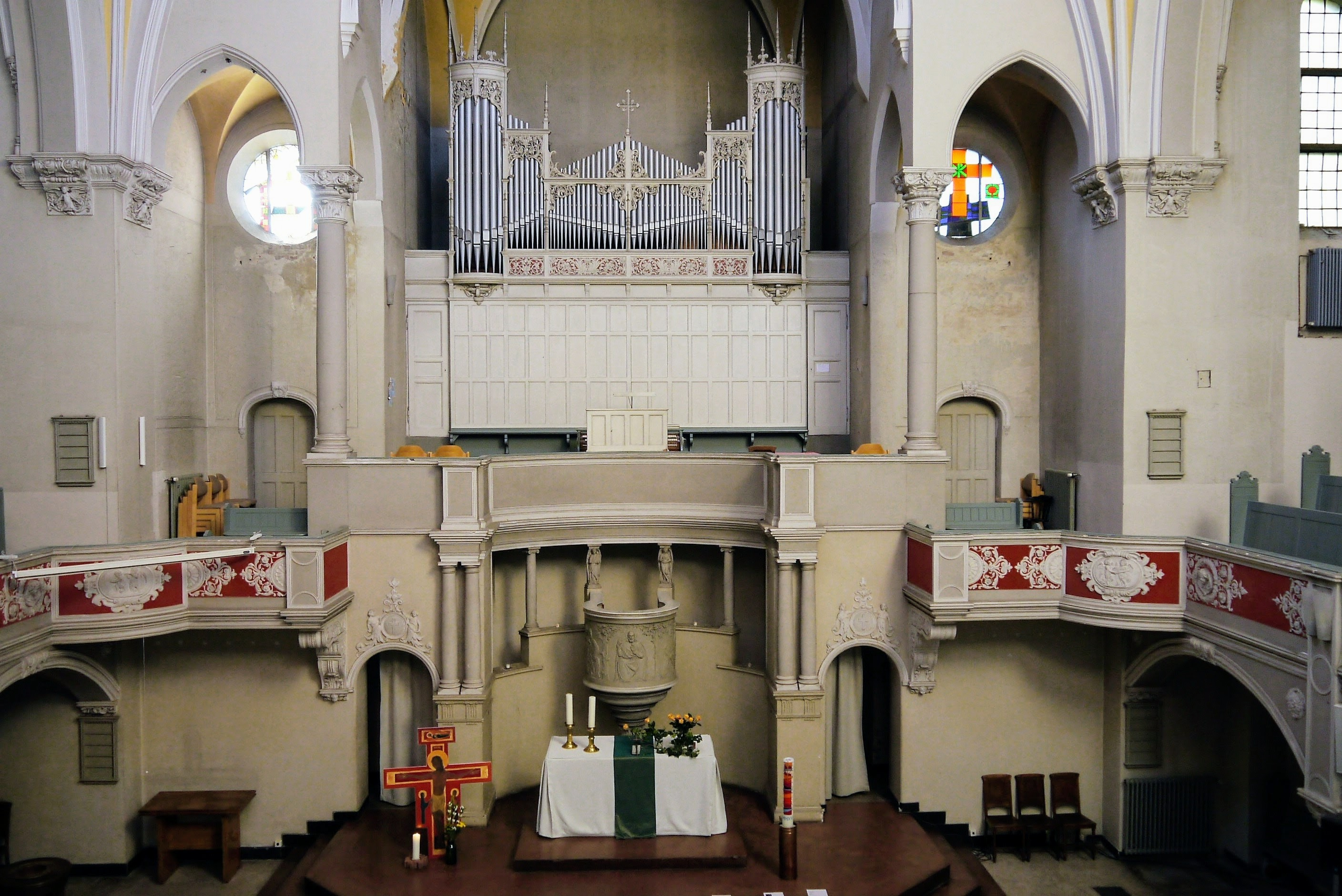
Innenraum mit Altar und Orgel (2015)

### Orgel
Die Orgel der Kirche stammt aus der Werkstatt von Wilhelm Sauer (Frankfurt/Oder) und ist dessen Opus 993. Die pneumatische Orgel verfügt über 2332 Pfeifen in 33 Registern auf zwei Manualen und Pedal. Sie wurde in den Jahren 1953 bis 1959 durch die Firma Alexander Schuke Potsdam Orgelbau barockisiert und ihr Klangbild stark verändert.

### Geläut
Drei Glocken bilden das Geläut der Kirche. Diese Glocken in den Tönen dis, fis und a wiegen 1200, 850 bzw. 460 Kilogramm. Sie tragen Inschriften nach dem Segen Aarons aus dem Vierten Buch Mose 6, 24 f:
- „Der Herr segne und behüte dich.“,
- „Der Herr lasse sein Angesicht leuchten über dir und sei dir gnädig.“ und
- „Der Herr hebe sein Angesicht auf dich und gebe dir Frieden.“

Die Glocken werden elektrisch gesteuert.

## Nutzung
Im Jahr 2005 erfolgte in dieser Kirche die feierliche Amtseinführung eines Beauftragten für Spiritualität der Evangelischen Kirche Berlin–Brandenburg–Schlesische Oberlausitz.
Die Segenskirche wird von der Kirchengemeinde Prenzlauer Berg Nord genutzt, zu der die Einzelkirchen Eliaskirche, die seit 2003 von einem Kindermuseum genutzt wird, Gethsemanekirche, Paul-Gerhardt-Kirche und Segenskirche gehören. Hinzugekommen ist im Jahr 2007 die schweizerische Kommunität Don Camillo. Gemeinsam wurde die Segenskirche zum Stadtkloster Segen umgestaltet und steht nun den Gemeindemitgliedern mit ihren Gästen zur Verfügung.